# Station Opzullik
Station Opzullik (Frans: Gare de Silly) is een spoorwegstation langs spoorlijn 94 (Halle - Doornik) in de gemeente Opzullik. Men kan er kosteloos parkeren en er is een gratis fietsstalling. In de loop van 2021 zullen de loketten hier hun deuren sluiten en zal het station een stopplaats worden.
In 1985 werd een deel van spoorlijn 94 verlegd. De stations langs het oude traject werden daardoor gesloten en vervangen door een nieuw station Opzullik langs het nieuwe traject. De hogesnelheidslijn HSL 1, werd in 1996 naast dit station geopend en is gescheiden door een betonnen muur. Er is even verderop richting Frankrijk een aansluiting van de klassieke spoorlijn naar de HSL. Theoretisch zouden HSL treinen hier kunnen stoppen bij verstoringen.

## Galerij

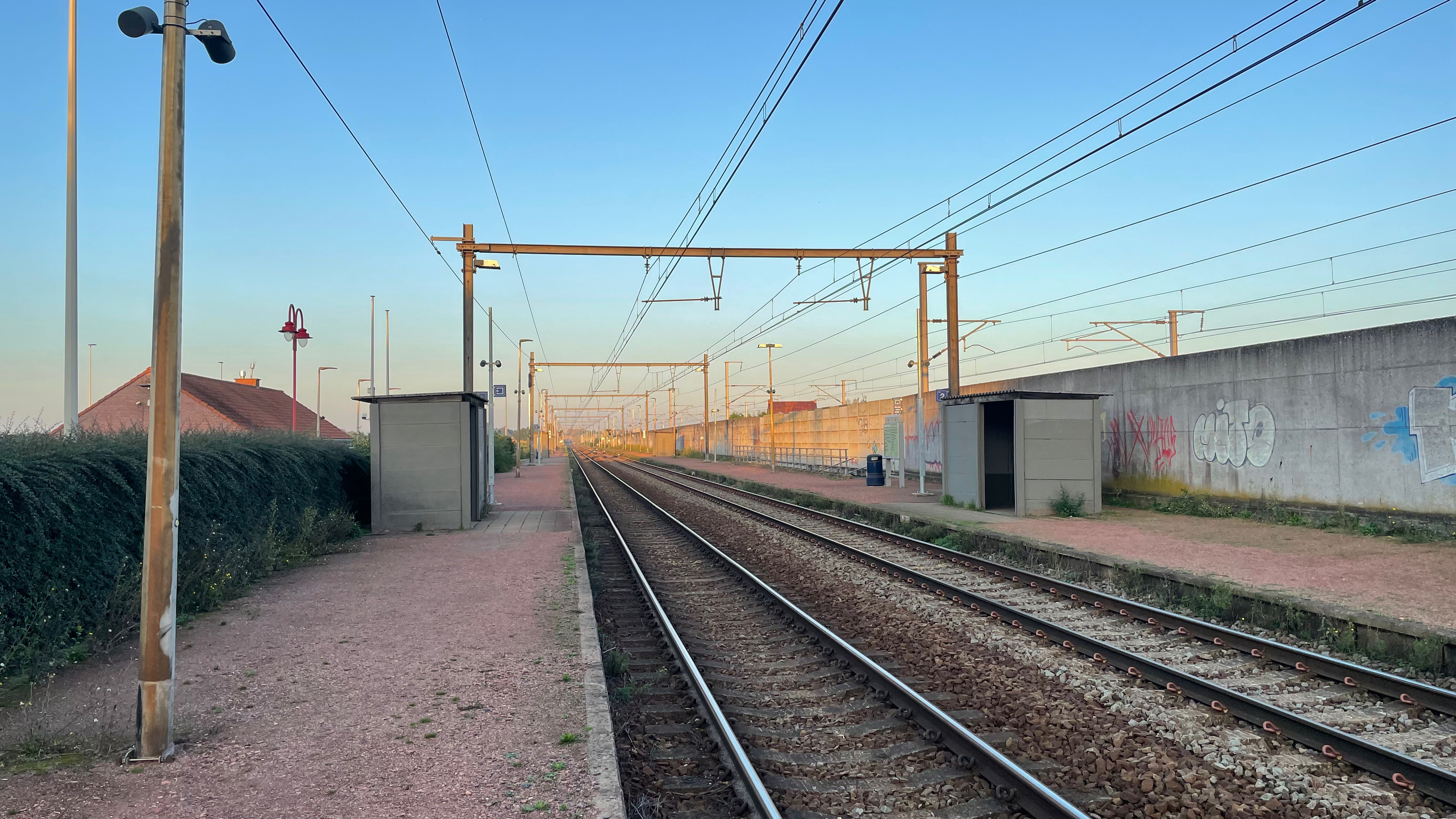
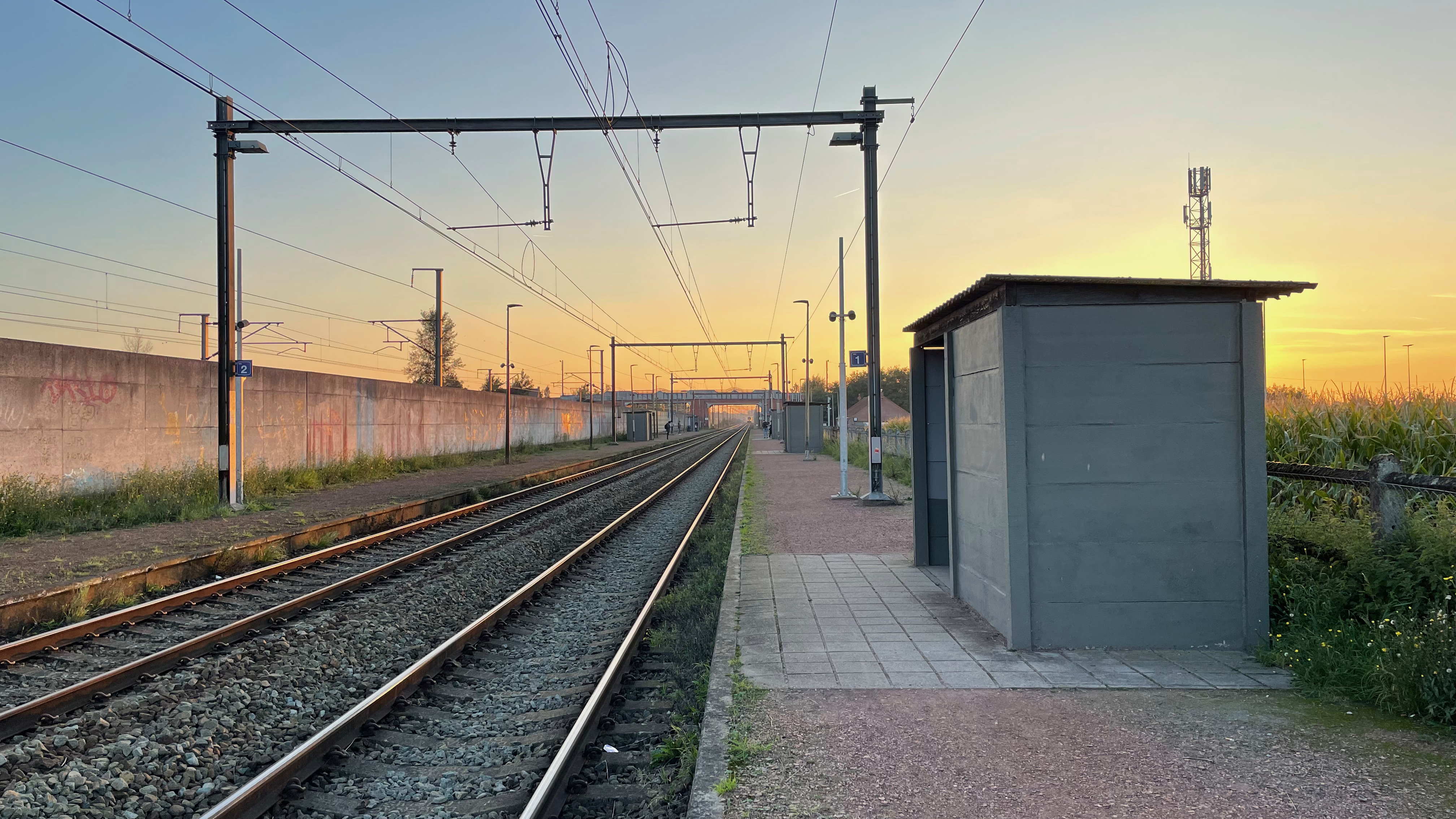
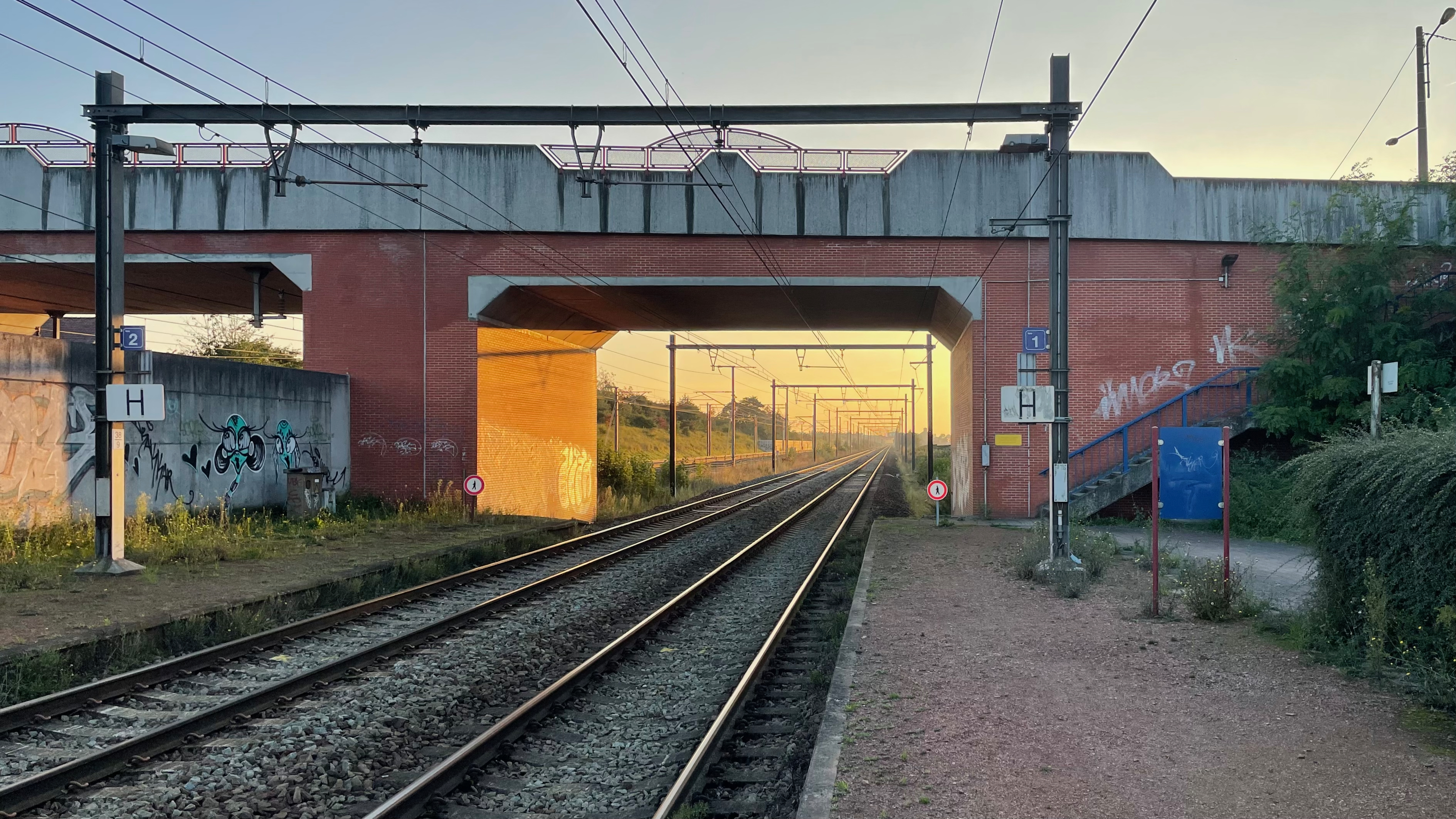
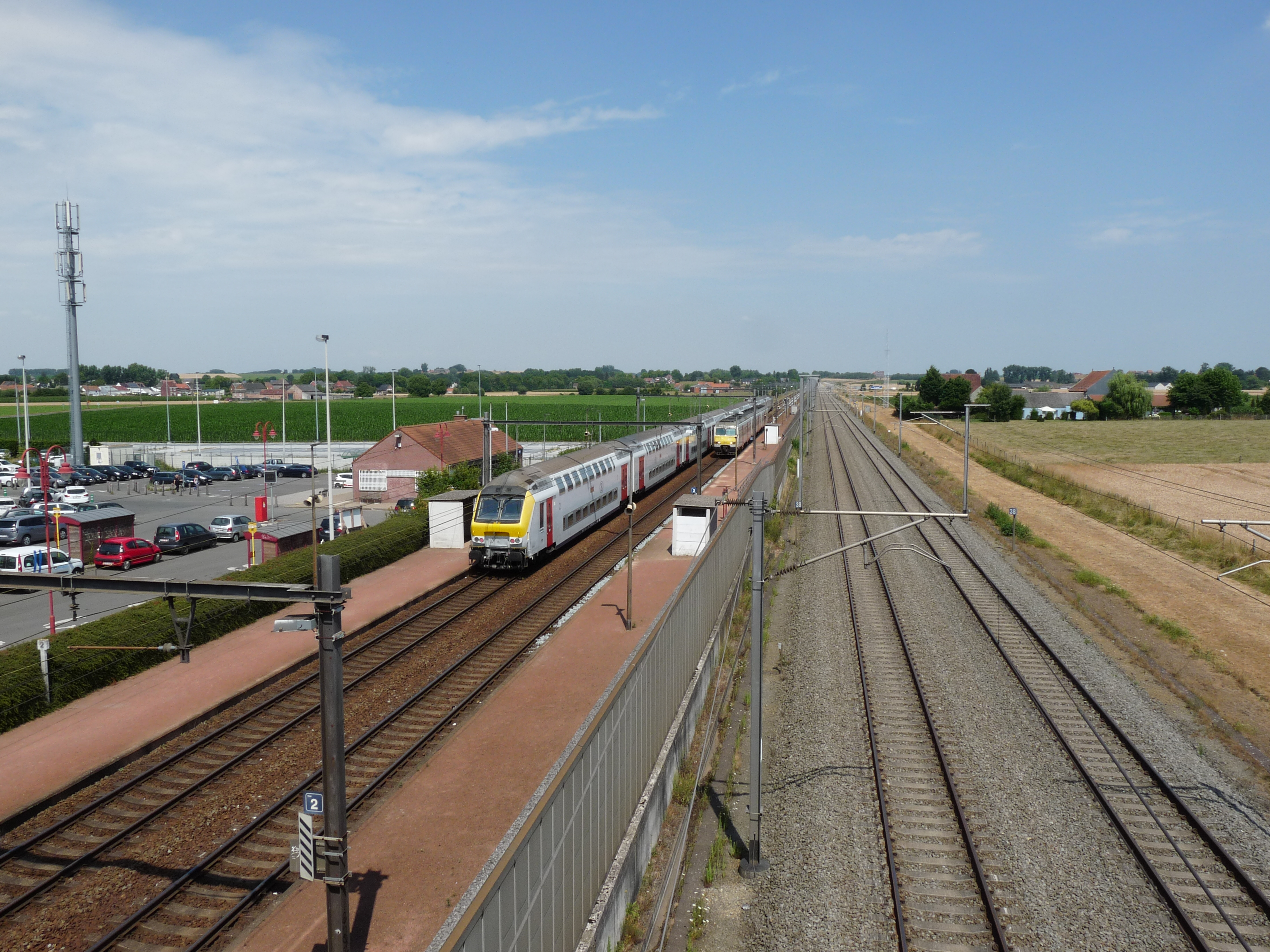

## Treindienst
| Serie       | Treinsoort          | Route                                                                                       | Bijzonderheden                                                                                     |
| ----------- | ------------------- | ------------------------------------------------------------------------------------------- | -------------------------------------------------------------------------------------------------- |
| IC 06       | Intercity (NMBS)    | Brussels Airport-Zaventem – Brussel-Zuid – Opzullik – Doornik                               | |
| IC 18       | Intercity (NMBS)    | [ Doornik – Aat – Opzullik – ] Brussel-Zuid – Namen – Luik-Guillemins – Luik-Sint-Lambertus | Rijdt alleen op werkdagen. Rijdt in de spits verder naar Doornik.                                  |
| IC 26       | Intercity (NMBS)    | Kortrijk – Doornik – Opzullik – Brussel-Zuid – Sint-Niklaas                                 | Rijdt alleen op werkdagen, laatste rit stopt bijkomend in elk station tussen Jette en Dendermonde. |
| P 7510/8510 | Piekuurtrein (NMBS) | Moeskroen – Doornik – Opzullik – Brussel-Zuid – Schaarbeek                                  | Rijdt alleen op werkdagen. Twee treinen verder als IC-18 naar Luik-Paleis.                         |

## Reizigerstellingen
De grafiek en tabel geven het gemiddeld aantal instappende reizigers weer op een week-, zater- en zondag.
| Tabel: aantal instappende reizigers station Silly | Tabel: aantal instappende reizigers station Silly | Tabel: aantal instappende reizigers station Silly | Tabel: aantal instappende reizigers station Silly |
|                                                   | Weekdag                                           | Zaterdag                                          | Zondag                                            |
| ------------------------------------------------- | ------------------------------------------------- | ------------------------------------------------- | ------------------------------------------------- |
| 1977                                              | 1 279                                             | 53                                                | 57                                                |
| 1978                                              | 1 263                                             | 37                                                | 33                                                |
| 1979                                              | 1 287                                             | 55                                                | 47                                                |
| 1980                                              | 1 333                                             | 76                                                | 42                                                |
| 1981                                              | 1 285                                             | 60                                                | 57                                                |
| 1982                                              | 1 261                                             | 93                                                | 7                                                 |
| 1983                                              | 1 199                                             | 62                                                | 2                                                 |
| 1984                                              | 1 252                                             | 106                                               | 58                                                |
| 1985                                              | 719                                               | 92                                                | 62                                                |
| 1986                                              | 715                                               | 65                                                | 55                                                |
| 1987                                              | 807                                               | 104                                               | 93                                                |
| 1988                                              | 764                                               | 139                                               | 117                                               |
| 1989                                              | 799                                               | 91                                                | 92                                                |
| 1990                                              | 933                                               | 48                                                | 108                                               |
| 1991                                              | 701                                               | 48                                                | 48                                                |
| 1992                                              | 706                                               | 67                                                | 66                                                |
| 1993                                              | 654                                               | 110                                               | 71                                                |
| 1994                                              | 624                                               | 74                                                | 81                                                |
| 1995                                              | 641                                               | 124                                               | 108                                               |
| 1996                                              | 684                                               | 117                                               | 62                                                |
| 1997                                              | 746                                               | 100                                               | 105                                               |
| 1998                                              | 650                                               | 78                                                | 95                                                |
| 1999                                              | 620                                               | 76                                                | 72                                                |
| 2000                                              | 527                                               | 128                                               | 115                                               |
| 2001                                              | 727                                               | 91                                                | 162                                               |
| 2002                                              | 528                                               | 110                                               | 143                                               |
| 2003                                              | 672                                               | 121                                               | 80                                                |
| 2004                                              | 639                                               | 116                                               | 119                                               |
| 2005                                              | 836                                               | 136                                               | 161                                               |
| 2006                                              | 791                                               | 139                                               | 98                                                |
| 2007                                              | 813                                               | 134                                               | 212                                               |
| 2008                                              | -                                                 | -                                                 | -                                                 |
| 2009                                              | 956                                               | 103                                               | 136                                               |
| 2010                                              | -                                                 | -                                                 | -                                                 |
| 2011                                              | -                                                 | -                                                 | -                                                 |
| 2012                                              | 1 043                                             | 118                                               | 159                                               |
| 2013                                              | 1 094                                             | 238                                               | 138                                               |
| 2014                                              | 980                                               | 216                                               | 223                                               |
| 2015                                              | 1 284                                             | 162                                               | 125                                               |
| 2016                                              | 1 488                                             | 148                                               | 155                                               |
| 2017                                              | 1 374                                             | 175                                               | 207                                               |
| 2018                                              | 1 180                                             | 252                                               | 205                                               |
| 2019                                              | 1 119                                             | 199                                               | 188                                               |
| 2020                                              | 751                                               | 161                                               | 171                                               |
| 2021                                              | -                                                 | -                                                 | -                                                 |
| 2022                                              | 866                                               | 229                                               | 285                                               |
| 2023                                              | 939                                               | 254                                               | 270                                               |
| 2024                                              | 1 223                                             | 293                                               | 242                                               |

0,0: Halle ·
5,1: Beert-Bellingen ·
7,2: Sint-Renelde ·
10,0: Bierk ·
15,4: Edingen ·
18,2: Mark ·
24,2: Zullik ·
26,0: Opzullik ·
27,4: Hellebecq ·
30,7: Meslin-l'Evêque ·
32,8: Isières ·
34,4: Lanquesaint ·
38,4: Aat ·
41,7: Villers-Notre-Dame ·
43,7: Ligne ·
47,5: Chapelle-à-Wattines ·
50,4: Leuze ·
53,5: Pipaix ·
56,0: Barry-Maulde ·
61,6: Havinnes ·
63,9: Havinnes-Village ·
68,5: Doornik ·
71,1: Froyennes ·
75,5: Blandain